# Логунов, Вадим Юрьевич
Вадим Юрьевич Логунов (6 ноября  1968, Липецк — 11 мая 2021, там же) — советский и российский футболист, играл на позиции полузащитника и нападающего.

## Биография
Воспитанник липецкого «Металлурга», за который с 1985 по 1986 год провёл 13 матчей во второй союзной лиге. В 1987—1988 годах служил в армии, в этот период выступал за резервные команды московского ЦСКА. После окончания службы некоторое время играл за команду Липецкого государственного педагогического института, в котором учился.
С 1990 по 1991 год выступал за АПК, стал обладателем Кубка РСФСР 1990 года. В начале 1992 года перебрался в украинскую «Таврию» Херсон. Через полгода перешёл в нижегородский «Локомотив», за который в высшей лиге дебютировал 2 июля 1992 года в выездном матче 12-го тура против московского «Спартака», проведя полный матч. Профессиональную карьеру завершил в 1993 году в липецком «Металлурге».